# Cargotec
Cargotec Oyj est une entreprise finlandaise de construction mécanique produisant des appareils de levage. Fondée en 2005 par la scission de Kone, elle a son siège à Helsinki.

## Histoire
En septembre 2020, Konecranes annonce sa fusion avec Cargotec, créant un nouvel ensemble ayant une capitalisation de 4,5 milliards d'euros, un chiffre d'affaires de 7 milliards d'euros. Les actionnaires des deux entreprises auront une participation de 50 % dans le nouvel ensemble. En mars 2022, la fusion est abandonnée après l'opposition des autorités de la concurrence britannique.

## Produits et services
Après la scission, les divisions de Kone Corporation (Kalmar Global), de la manutention des charges (HIAB) et de la manutention du fret maritime (MacGregor) ont été regroupées dans Cargotec.

### Kalmar
Les produits et services de Kalmar sont utilisés dans les ports, les terminaux, les centres de distribution et l'industrie lourde. Les produits Kalmar comprennent des chariots élévateurs à fourche, des tracteurs de terminaux, des grues de quai, des grues de chantier, des grues d'empilement automatique, des navettes et des chariots cavaliers, des gerbeurs et des équipements pour la manutention de conteneurs vides. Récemment, Kalmar a investi dans l’automatisation des terminaux et dans la manutention de conteneurs économe en énergie.

### Hiab
Les produits, le service et les pièces de rechange de Hiab sont utilisés pour le transport et la livraison par la route. Le catalogue de produits comprend des grues auxiliaires, des grues de manutention, des grues forestières, des grues de recyclage, des chariots élévateurs embarqués et des hayons élévateurs.

### MacGregor
Les produits MacGregor sont utilisés pour le transport maritime, la logistique offshore et navale, dans les ports et terminaux ainsi qu'à bord des navires.

## Polémique
Cargotec a été dénoncé lors de la "cranes campaign" lancée par United Against Nuclear Iran (en) comme marque distribuant des grues servant à des pendaisons en Iran. Alors que cinq marques se sont retirées du marché iranien, Cargotec n'a toujours pas cessé son commerce de grues avec l'Iran.

## Identité visuelle

Logo de Cargotec
Précédent logo
Logo actuel